# Lijst van Alarmschijven in 1973
Deze hits waren in 1973 Alarmschijf op Radio Veronica:
| Nr. | Datum        | Artiest                         | Titel                                                | Hoogste positie in Top 40 |
| --- | ------------ | ------------------------------- | ---------------------------------------------------- | ------------------------- |
| 165 | 6 januari    | Billy Paul                      | Me and Mrs. Jones                                    | 9                         |
| 166 | 13 januari   | The Sweet                       | Blockbuster                                          | 1(4wk)                    |
| 167 | 20 januari   | Partridge Family                | Looking Through The Eyes Of Love                     | 15                        |
| 168 | 27 januari   | Don McLean                      | Dreidl                                               | 16                        |
| 169 | 3 februari   | Robert Long                     | Let Us Try                                           | 11                        |
| 170 | 10 februari  | Les Humphries Singers           | Mama Loo                                             | 11                        |
| 171 | 17 februari  | Cocktail Trio                   | Lief Zijn                                            | 19                        |
| 172 | 24 februari  | Earth & Fire                    | Maybe Tomorrow, Maybe Tonight                        | 3                         |
| 173 | 3 maart      | The Osmonds                     | Down by the Lazy River                               | 1(2wk)                    |
| 174 | 10 maart     | Mort Shuman                     | Le Lac Majeur                                        | 1(3wk)                    |
| 175 | 17 maart     | Donny Osmond                    | The Twelfth Of Never                                 | 10                        |
| 176 | 24 maart     | Demis Roussos                   | Forever And Ever                                     | 2                         |
| 177 | 31 maart     | Apollo 100                      | Besame Mucho                                         | 19                        |
| 178 | 7 april      | Ben Cramer                      | Veronica Vrij                                        | 14                        |
| 179 | 14 april     | Anne Marie David                | Tu Te Reconnaîtras                                   | 3                         |
| 180 | 21 april     | Dawn                            | Tie a Yellow Ribbon Round the Ole Oak Tree           | 1(2wk)                    |
| 181 | 28 april     | Alice Cooper                    | No More Mr. Nice Guy                                 | 8                         |
| 182 | 5 mei        | The Doobie Brothers             | Long Train Runnin'                                   | 12                        |
| 183 | 12 mei       | Bonnie St. Claire & Unit Gloria | Waikiki Man                                          | 4                         |
| 184 | 19 mei       | Sharif Dean                     | Do You Love Me?                                      | 1(5wk)                    |
| 185 | 26 mei       | The Cats                        | Let's Go Together                                    | 7                         |
| 186 | 2 juni       | George Harrison                 | Give Me Love (Give Me Peace on Earth)                | 5                         |
| 187 | 9 juni       | Stealers Wheel                  | Late again                                           | 4                         |
| 188 | 16 juni      | Albert Hammond                  | The Free Electric Band                               | 3                         |
| 189 | 23 juni      | Greenfield & Cook               | Easy Boy                                             | 8                         |
| -   | 30 juni      | geen Alarmschijf                | geen Alarmschijf                                     | geen Alarmschijf          |
| 190 | 7 juli       | The Carpenters                  | Yesterday Once More                                  | 7                         |
| 191 | 14 juli      | Fleetwood Mac                   | Albatross                                            | 2                         |
| 192 | 21 juli      | Mungo Jerry                     | Alright Alright Alright                              | 6                         |
| 193 | 28 juli      | Chicago                         | Feelin' Stronger Every Day                           | 23                        |
| 194 | 4 augustus   | Jim Croce                       | Bad Bad Leroy Brown                                  | 27                        |
| 195 | 11 augustus  | Vicky Leandros                  | St. Tropez Gitarren Bei Nacht                        | 7                         |
| 196 | 18 augustus  | Stealers Wheel                  | Everyone's Agreed That Everything Will Turn Out Fine | 12                        |
| 197 | 25 augustus  | Chris Montez & Raza             | Ay No Digas                                          | 3                         |
| 198 | 1 september  | Demis Roussos                   | My Friend The Wind                                   | 1(2wk)                    |
| 199 | 8 september  | Drupi                           | Vado Via                                             | 7                         |
| 200 | 15 september | Bobby Goldsboro                 | Summer (The First Time)                              | 16                        |
| 201 | 22 september | The Cats                        | Maribaja                                             | 6                         |
| 202 | 29 september | Adriano Celentano               | Prisencolinensinainciusol                            | 6                         |
| 203 | 6 oktober    | Jack Jersey                     | I'm calling                                          | 13                        |
| 204 | 13 oktober   | Boudewijn de Groot              | Jimmy                                                | 6                         |
| 205 | 20 oktober   | The Carpenters                  | Top Of The World                                     | 14                        |
| 206 | 27 oktober   | Ringo Starr                     | Photograph                                           | 4                         |
| 207 | 3 november   | The Wailers                     | Get Up, Stand Up                                     | 33                        |
| 208 | 10 november  | Nico Haak & de Paniekzaaiers    | Joekelille                                           | 7                         |
| 209 | 17 november  | The Sweepers                    | Harlem song                                          | 14                        |
| 210 | 24 november  | Kenny Loggins & Jim Messina     | My Music                                             | 14                        |
| 211 | 1 december   | Elton John                      | Goodbye Yellow Brick Road                            | 20                        |
| 212 | 8 december   | Alain Delon & Dalida            | Paroles... Paroles...                                | tip1                      |
| 213 | 15 december  | The O'Jays                      | Put your hands together                              | 19                        |
| 214 | 22 december  | The New Seekers                 | You won't find another fool like me                  | 14                        |
| 215 | 29 december  | Demis Roussos                   | Someday somewhere                                    | 2                         |

1969 ·
1970 ·
1971 ·
1972 ·
1973 ·
1974 ·
1975 ·
1976 ·
1977 ·
1978 ·
1979 ·
1980 ·
1981 ·
1982 ·
1983 ·
1984 ·
1985 ·
1986 ·
1987 ·
1988 ·
1989 · 
1990 · 
1991 · 
1992 · 
1993 · 
1994 · 
1995 · 
1996 · 
1997 · 
1998 · 
1999 · 
2000 · 
2001 · 
2002 · 
2003 · 
2004 · 
2005 · 
2006 · 
2007 · 
2008 · 
2009 ·
2010 ·
2011 ·
2012 ·
2013 ·
2014 ·
2015 ·
2016 ·
2017 ·
2018 ·
2019 ·
2020 ·
2021 ·
2022 ·
2023 ·
2024 ·
2025